# Дукас, Гектор
Гектор Дукас (греч. Έκτωρ Δούκας; 1885, Смирна — 1969, Афины) — греческий художник XX века. Один из последних представителей Мюнхенской школы греческой живописи.

## Биография
Гектор Дукас родился в османской Смирне в 1885 году. Как пишет известный греческий турколог Н.Хилядакис, даже сегодня, девять десятилетий после Смирненской резни 1922 года, турецкие клерикалы по прежнему именуют город Гявур Измир (Gavur İzmir — Неверная Смирна).
В годы детства и молодости Дукаса, Смирна, сохраняя с древности свой греческий характер, была одновременно городом космополитом, в котором доминировало его коренное греческое население.
Дукас рос в этой атмосфере, получил начальное образование в греческих учебных заведениях города и первые навыки живописи у местных художников.
На протяжении почти всей второй половины 19-го века в Греческом королевстве доминировала Мюнхенская школа живописи, оказывая также некоторое влияние и на греческих художников живших вне пределов маленького греческого государства.
Дукас также последовал устоявшейся традиции, согласно которой молодые греческие художники отправлялись на учёбу в Мюнхен.
Дукас учился в Мюнхенской академии художеств у немецкого художника Ludwig von Löfftz. Продолжил учёбу в Париже, в Академии Жюлиана.
В 1907 году обосновался в Мюнхене, где работал и выставлял свои работы на выставках.
Работая в Мюнхене, Дукас написал ряд портретов немецкой аристократии и расписал здание муниципалитета города Эсслинген-на-Неккаре, в земле Баден-Вюртемберг.
В 1913 году был отмечен правительственной наградой.
Будучи ещё в Мюнхене, начал выставлять свои работы в Греции. Переселившись из Мюнхена в Грецию, Дукас, кроме персональных выставок, принял участие в Биеннале Венеции 1934 года и в «Панэллинских выставках» 1948, 1952, 1963 и 1967 годов.
В конце 30-х годов Дукас написал несколько картин для нового храма Святой Филофеи в Аттике.
После агрессии фашистской Италии против Греции 28 октября 1940 года, Дукас, как и многие другие греческие художники, писал работы в размере и стиле афиш, чем внёс посильный вклад в греческую победу, ставшую первой победой антифашистской коалиции.
Одной из самых известных стала работа Дукаса (масло), изображающая женщин Эпира, доставляющих на своей спине боеприпасы, сражающейся в горах Пинда, греческой армии (Национальный исторический музей Греции).
Тяжёлые годы тройной, германо-итало-болгарской, оккупации Греции Дукас прожил в греческой столице.
Три работы художника, находившиеся в Муниципальной галерее Афин, сгорели при пожаре во время британской военной интервенции в декабре 1944 года.
Дукас остался жить в Афинах после окончания войны и умер в греческой столице в 1969 году.

## Работы
Работы Дукаса, хотя и находились под влиянием Мюнхенская школа живописи, уходят от академических стандартов к импрессионизму и экспрессионизму. Сам Дукас говорил, что он не имеет «никакого отношения к разным „измам“».
Дукас сформировал особый стиль между академизмом, импрессионизмом и экспрессионизмом.
Дукас писал портреты, натюрморты, пейзажи, морские пейзажи и композиции.
Источники его вдохновения были неограниченными, но при передаче этого вдохновения на холст он давал ему свою особую «психологическую интерпретацию»:

«Я избегаю всего, что напоминает бессвязную передачу природы в моё царство. Как я передам свои эмоции, то есть каким выразительным образом, мне безразлично. То что меня занимает, это то, что я могу дать радость зрителю и говорить с ним без помощи объяснений и примечаний. Художественной картиной, на мой взгляд, является та, которая вовсе не нуждается в названии.»

Одна из самых известных работ Дукаса «Священномученик митрополит Анхиалоса Евгений» находится в Национальном историческом музее Греции.
Многие другие известные работы художника находятся в Национальной галерее Греции, в Муниципальной галерее Ларисы, в коллекциях муниципалитета Пирея, Банка Греции и Национального банка Греции.
Картины Дукаса часто выставляются на международных аукционах произведений искусства.